# King of the Rocket Men
King of the Rocket Men (bra O Homem Foguete) é um seriado estadunidense de 1949, gênero ficção científica e aventura, dirigido por Fred C. Brannon, em 12 capítulos, e estrelado por Tristram Coffin, Mae Clarke e Don Haggerty. 
Foi produzido e distribuído pela Republic Pictures, e veiculou nos cinemas estadunidenses a partir de 8 de junho de 1949.[carece de fontes?]
Uma versão de 65 minutos foi realizada e lançada em 25 de julho de 1951, sendo um dos 14 seriados da Republic transformados em filmes, e o título foi mudado para Lost Planet Airmen.[carece de fontes?]
Foi o seriado que introduziu o personagem Rocket Man, que reapareceu sob uma variedade de nomes em seriados posteriores, tais como Radar Men from the Moon, Zombies of the Stratosphere e Commando Cody: Sky Marshal of the Universe. O Rocket Man apareceu nesses quatro seriados da Republic Pictures, entre 1949 e 1953. O quarto seriado, Commando Cody: Sky Marshal of the Universe, originalmente concebido como uma série de televisão da Republic, foi lançado (por motivos contratuais) como um seriado cinematográfico, e dois anos mais tarde, em 1955, foi finalmente lançado na TV com doze episódios de 25 minutos.[carece de fontes?]

## Sinopse
Um gênio vilão de identidade desconhecida, que chama a si mesmo de "Dr Vulcan", planeja conquistar o mundo, mas antes precisa eliminar, um a um, os membros da Science Associates, uma organização de grandes cientistas. Após escapar de um atentado em Vulcan, um membro da Science Associates, Dr. Millard (James Craven), constrói o traje de outro membro, Jeff King (Tristram Coffin) como "um poderoso propulsor a jato", e com um capacete aerodinâmico, em forma de bala.
Com a ajuda do traje de voo, da fotógrafa Glenda Thomas (Mae Clarke), e usando outras invenções feitas pelo Dr. Millard, King, caracterizado como Rocket Man, batalha contra os associados de Dr. Vulcan. Eventualmente, Vulcan rouba uma das mais perigosas invenções de Milard, o Decimator, e o usa para inundar e destruir a ilha de Manhattan (destruição produzida com cenas de arquivo do filme Deluge,[carece de fontes?] de 1933), antes de ser levado à justiça por Jeff King, o Rocket Man.

## Elenco
- Tristram Coffin … Jeff King/Rocket Man.  Kirk Alyn chegou a ser considerado para o papel, mas foi escolhido Coffin.[4]
- Mae Clarke … Glenda Thomas
- Don Haggerty … Tony Dirken
- House Peters, Jr. … Burt Winslow
- James Craven … Dr Millard
- I. Stanford Jolley … Professor Bryant
- Stanley Price … Gunther Von Strum

## Produção
King of the Rocket Men foi orçado em $164,984, mas seu custo final foi $165,592, o mais caro seriado da Republic em 1949.
Foi filmado entre 6 e 27 de abril de 1949, e foi a produção nº 1704.
A Republic costumava chamar seus heróis de "King", usando o título "King of...", pois o estúdio obtivera sucesso com esse artifício após a adaptação  da tira de jornal King of the Royal Mounted, no seriado King of the Royal Mounted, com o mesmo personagem, em 1940 O personagem principal do seriado foi Jeff King, também conhecido como Rocket Man. O voo foi inspirado na tira de jornal Buck Rogers.

### Efeitos especiais
As tomadas onde aparece King decolando, voando, e desembarcando, foram reutilizadas em três produções subsequentes da Republic, que apresentavam heróis voadores: Radar Men from the Moon, Commando Cody: Sky Marshal of the Universe e Zombies of the Stratosphere.
A arma de raios de Rocket parecia ser uma Luger P08 alemã (aceitável neste seriado pós-guerra) com um cone prateado apoiado sobre o cano.
A Tsunami no último capítulo é cena de arquivo do filme Deluge, da RKO Pictures. Imagens de arquivo foram usadas para a maioria dos cliffhangers, mostrando a tendência dos seriados da Republic no fim dos anos 1940.

## Lançamento

### Cinema

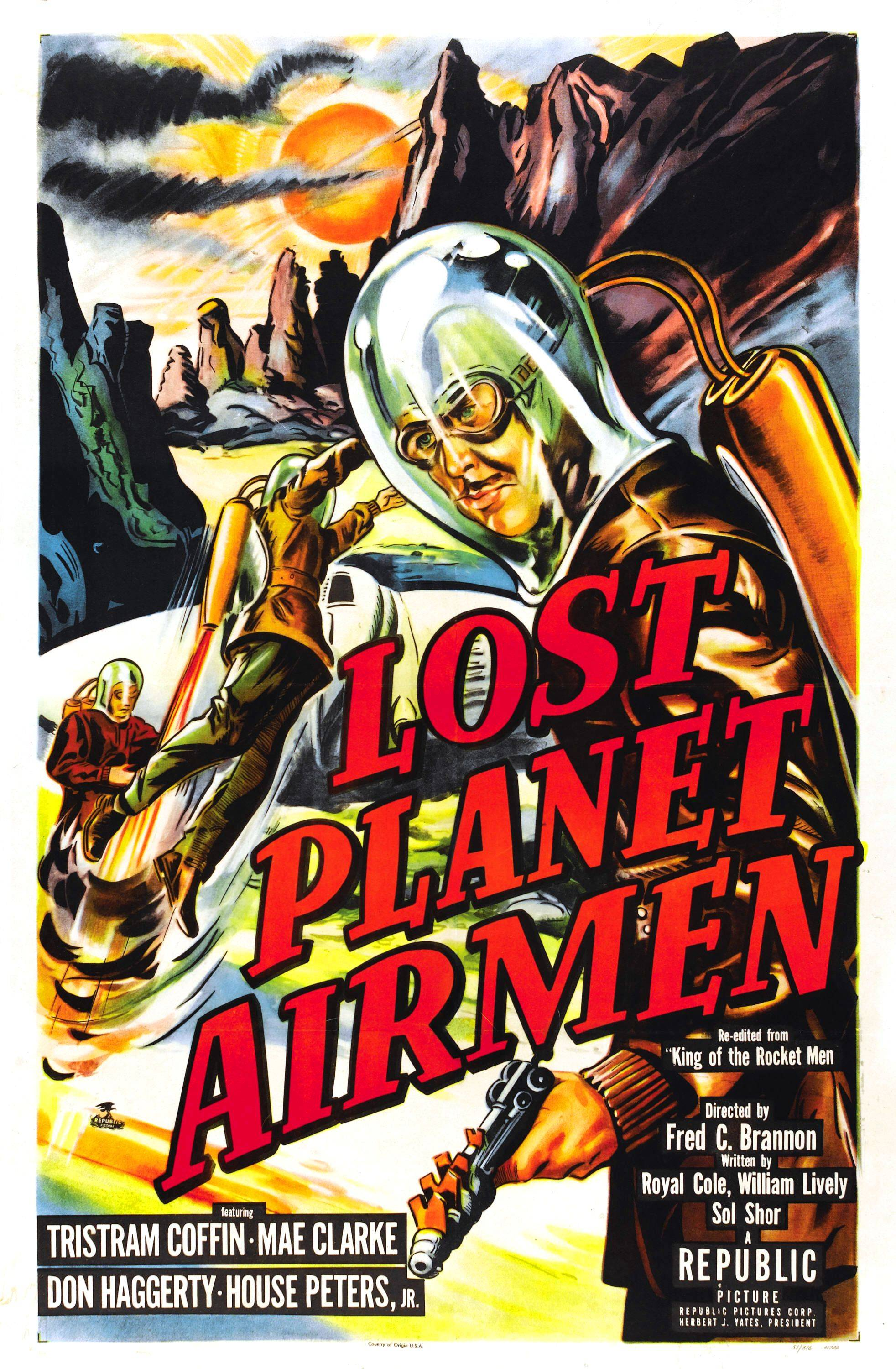
Poster de Lost Planet Airmen

O lançamento oficial de King of the Rocket Men é datado de 8 de junho de 1949, porém essa é a data da disponibilização do 6º capítulo.
Uma versão de 65 minutos foi realizada e lançada em 25 de julho de 1951, sendo um dos 14 seriados da Republic transformados em filmes. O título foi mudado para Lost Planet Airmen, após os nomes provisórios The Lost Planet e Lost Planetmen. O final foi alterado para a versão longa-metragem: ao invés de Nova Iorque ser reduzida a escombros por um dilúvio, como no seriado, esses eventos são encarados como sonhos de um louco e realmente não aconteceram (uma troca similar foi feita com a versão de filme do seriado Drums of Fu Manchu).
King of the Rocket Men foi relançado em 16 de julho de 1956, entre os relançamentos dos seriados Adventures of Frank and Jesse James e Federal Operator 99. O último seriado lançado originalmente pela Republic foi King of the Carnival, em 1955.

## Recepção crítica
Cline descreve o seriado como "um dos últimos cliffhangers da Republic com alguma originalidade". Ele destaca desempenho de Mae Clarke, dizendo que "ela é uma nota refrescante em um processo contrário à rotina".

## Capítulos
1. Dr. Vulcan - Traitor (20min)
2. Plunging Death (13min 20s)
3. Dangerous Evidence (13min 20s)
4. High Peril (13min 20s)
5. Fatal Dive (13min 20s)
6. Mystery of the Rocket Man (13min 20s)
7. Molten Menace (13min 20s)
8. Suicide Flight (13min 20s)
9. Ten Seconds to Live (13min 20s)
10. The Deadly Fog (13min 20s)
11. Secret of Dr. Vulcan (13min 20s)
12. Wave of Disaster (13min 20s)

Fonte: